# Aristolochia watsonii
Aristolochia watsonii är en piprankeväxtart som beskrevs av Wooton & Standley. Aristolochia watsonii ingår i släktet piprankor, och familjen piprankeväxter. Inga underarter finns listade i Catalogue of Life.